# ريان كيرنز
ريان كيرنز (بالإنجليزية: Ryan Cairns)‏ هو لاعب غولف زيمبابوي، ولد في 12 فبراير 1984 في هراري في زيمبابوي.

## وصلات خارجية
- الموقع الرسمي
- ريان كيرنز على موقع رابطة لاعبي الغولف المحترفين (الإنجليزية)
- ريان كيرنز على موقع التصنيف العالمي الرسمي للغولف (الإنجليزية)